# Mestský Futbalový Klub Ružomberok
MFK Ružomberok é uma equipe eslovaca de futebol com sede em Ružomberok. Disputa a primeira divisão da Eslováquia (Campeonato Eslovaco de Futebol).
Seus jogos são mandados no Štadión MFK Ružomberok, que possui capacidade para 4.817 espectadores.

## História
O MFK Ružomberok foi fundado em 1906.

## Elenco
Última atualização: 18 de março de 2015
Nota: Bandeiras indicam equipe nacional, conforme definido pelas regras de elegibilidade da FIFA. Os jogadores podem ter mais de uma nacionalidade não-FIFA.
| N.º |            | Posição | Jogador               |
| --- | ---------- | ------- | --------------------- |
| 2   | Eslováquia | D       | Dominik Kružliak      |
| 3   | Eslováquia | D       | Ján Maslo             |
| 4   | Eslováquia | M       | Milan Ferenčík        |
| 7   | Eslováquia | M       | Mário Almaský         |
| 8   | Eslováquia | M       | Tomáš Gerát           |
| 10  | Eslováquia | M       | Martin Nagy (Capitão) |
| 11  | Eslováquia | D       | Andrej Lovás          |
| 13  | Eslováquia | M       | Juraj Vavrík          |
| 14  | Eslováquia | M       | Lukáš Lupták          |
| 15  | Eslováquia | A       | Štefan Gerec          |
| 16  | Eslováquia | D       | Lukáš Ondrek          |
| 17  | Eslováquia | M       | Boris Turčák          |

| N.º |            | Posição | Jogador                        |
| --- | ---------- | ------- | ------------------------------ |
| 19  | Arménia    | D       | Gagik Daghbashyan              |
| 20  | Eslováquia | A       | Pavol Masaryk                  |
| 21  | Eslováquia | D       | Oliver Práznovský (2° Capitão) |
| 22  | Chéquia    | D       | Antonín Rosa                   |
| 23  | Eslováquia | M       | Ivan Kotora                    |
| 24  | Eslováquia | D       | Martin Boszorád                |
| 27  | Eslováquia | M       | Marek Sapara                   |
| 28  | Eslováquia | M       | Lukáš Janič                    |
| 30  | Eslováquia | G       | Tomáš Lešňovský                |
| 33  | Sérvia     | G       | Milorad Nikolić                |
| 34  | Eslováquia | G       | Štefan Senecký                 |
| 35  | Eslováquia | G       | Matej Šavol                    |